# Fortabelse
Fortabelse (græsk: apôleia) er en religiøs forestilling om tilstanden udenfor Guds frelse. Den græske grundbetydning af apôleia er ødelæggelse eller tilintetgørelse. Forestillingen om Helvede knytter sig til læren om fortabelse. 

## Fortabelse i kristen forståelse
I kristendommen findes der to teologiske forestillinger om fortabelse: 
1. Helvede
2. Annihilation

Helvede er forestillingen om, en evig straf eller evig pine. Denne forestilling findes blandt andet i den augsburgske bekendelse, artikel 17.
Annihilation betyder tilintetgørelse eller annulering. Den findes i to varianter. Den ene forstår fortabelse som en evig udslettelse frem for en evig pine, og bliver på den måde en mildere lære om om fortabelsen. Den anden annihilationsforståelse afviser læren om den dobbelte udgang (frelse eller fortabelse). Det er det onde, der findes i mennesker, der vil gå fortabt. Dommen går ikke mellem to menneskegrupper, men tværs igennem det enkelte menneske. Annihilations-teorien har været mest fremtrædende i den ortodokse kirke.
I denne sammenhæng skal også nævnes læren om apokatastasis, som egentlig ikke er en lære om fortabelse, men en lære om frelse. Apokatastasis betyder genoprettelse. Det er læren om, at alle mennesker skal frelses til sidst og vende tilbage til Gud. Kirkefaderen Origenes af Alexandria (ca.185-245) var en af de første til at fremføre dette synspunkt, der senere blev fordømt som kætteri. I nyere tid har synspunktet vundet stor udbredelse og findes blandt andre hos teologen Friedrich Schleiermacher (1768-1843).